# Sukaura
Sukaura – gaun wikas samiti w środkowej części Nepalu w strefie Narajani w dystrykcie Makwanpur. Według nepalskiego spisu powszechnego z 2001 roku liczył on 603 gospodarstw domowych i 3657 mieszkańców (1811 kobiet i 1846 mężczyzn).